# Gebedenboek van Albrecht van Brandenburg

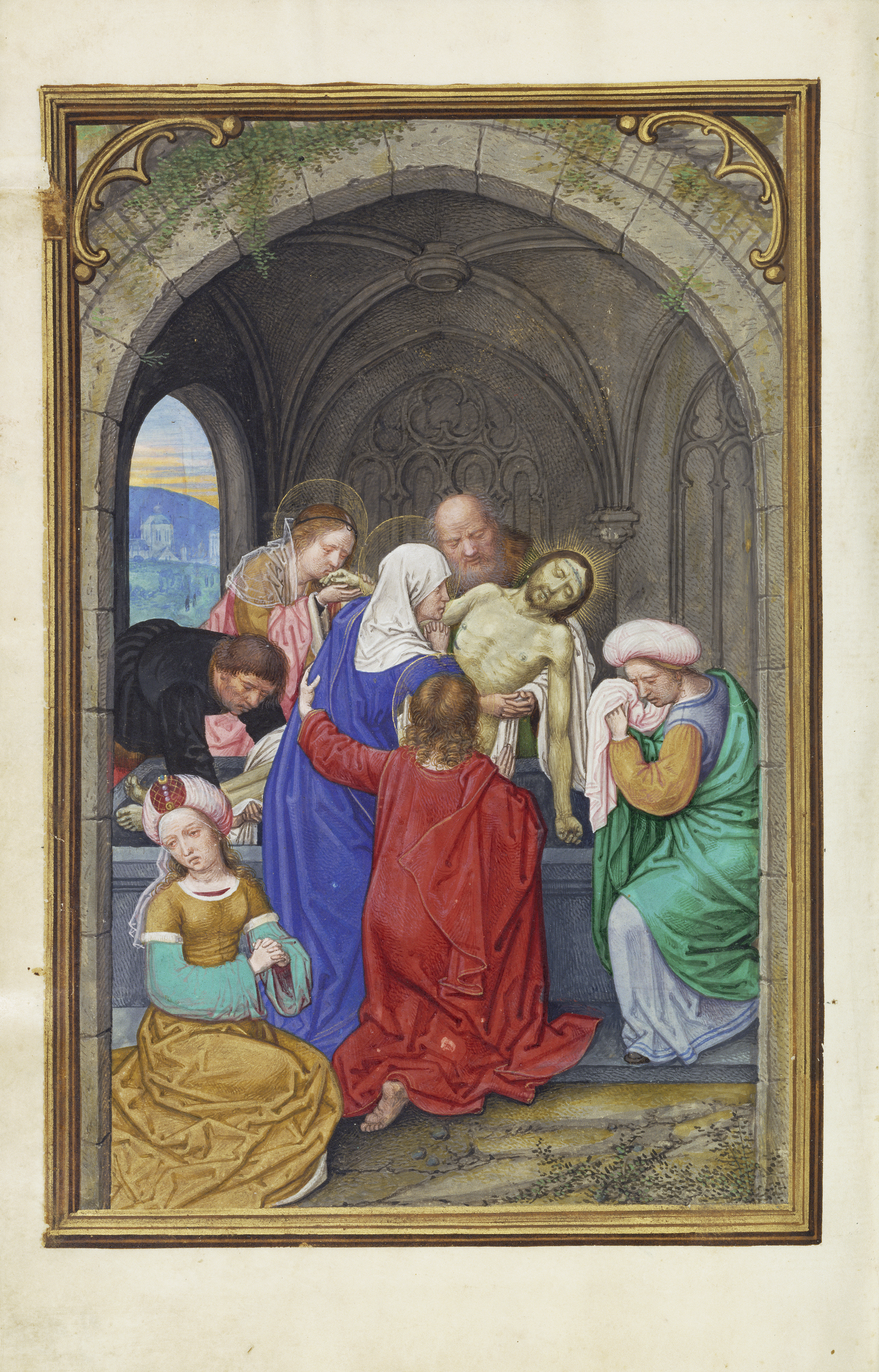
Simon Bening - Gebedenboek van Albrecht van Brandenburg, graflegging, f328v.

Het Gebedenboek van Albrecht van Brandenburg is een Latijns gebedenboek dat tussen 1525 en 1530 gemaakt werd in Brugge  voor  kardinaal Albrecht van Brandenburg door Simon Bening. Het handschrift wordt bewaard in het  J. Paul Getty Museum in Los Angeles als  Ms.Ludwig IX 19 (83.ML.115)).
Het wapen van de kardinaal vooraan in het handschrift is de versie die hij gebruikte voor de wijziging van zijn wapen in 1530. Dat jaar kan dus gezien worden als een terminus ante quem.

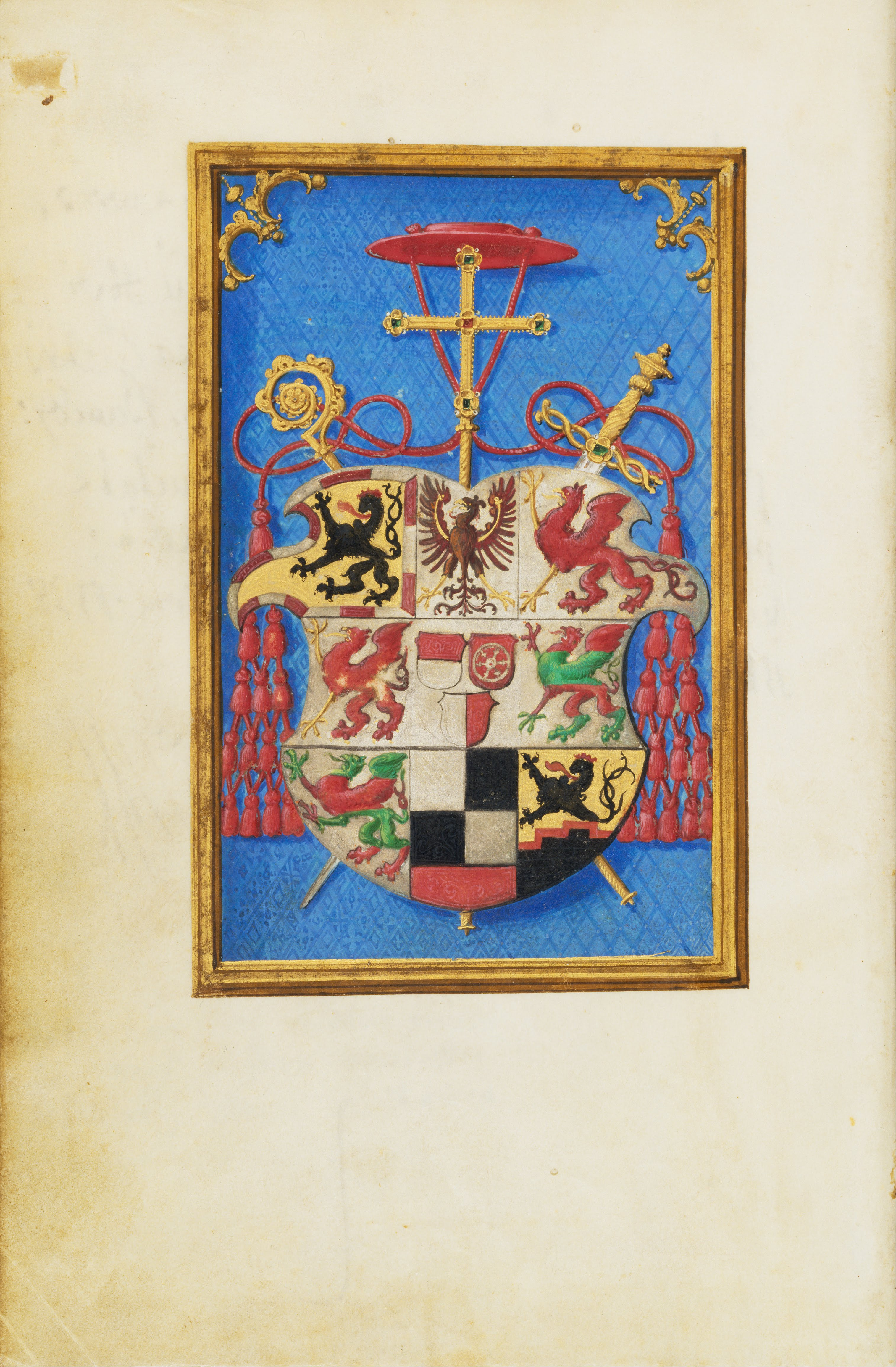
Simon Bening - Gebedenboek van Albrecht van Brandenburg, Wapen van Albrecht von Brandenburg, f1

## Codicologische beschrijving
Het handschrift bevat 337 perkamenten folia van 168 bij 115 mm. Het tekstblok bestaat uit één kolom van 101 bij 63 mm en bevat 19 lijnen per blad. De Duitse tekst is geschreven in een gotische rotunda. Het gebedenboek bevat 41 volbladminiaturen en 35 gehistorieerde marges.

## Geschiedenis
Na het overlijden van Albrecht von Brandenburg in 1545 vinden we het handschrift in het bezit van elector Franz von Schönborn (1655-1729), de oprichter van de Schönbornse bibliotheek toen ondergebracht in Schloss Gaibach, nu nog steeds in het bezit van de familie Schönborn en ondergebracht in Schloss Weißenstein in Pommersfelden. Daarna duikt het in 1869 op in de collectie van Anselm Salomon von Rothschild (1803-1874) in Wenen. Vandaar gaat het over in de collectie van de Zwitserse bibliofiel en verzamelaar Martin Bodmer (1899-1971) die het verkocht aan Hans P. Kraus in 1956. In 1960 werd het aangekocht door Peter Ludwig voor zijn kunstcollectie, maar die verkocht het handschrift samen met 143 andere verluchte manuscripten in 1983 aan het J. Paul Getty Museum.

## Inhoud
De tekst bestaat uit een aantal meditaties over de passie van Christus. Hij werd overgenomen uit een boek dat in 1521 in Augsburg gepubliceerd werd bij Sigmund Grimm en Marx Wyrsund (Gebet und betrachtungen des Lebens des mitlers Gottes und des mentschen unsers herrens Jesu Christi). Het gedrukte boek was geïllustreerd met 35 houtsneden ontworpen door Hans Weiditz ook de Petrarca meester genoemd. De onderwerpen gebruikt in het gedrukte boek werden grotendeels overgenomen in het werk van Bening maar hij gebruikte de houtsneden als inspiratie, niet als model voor zijn miniaturen.

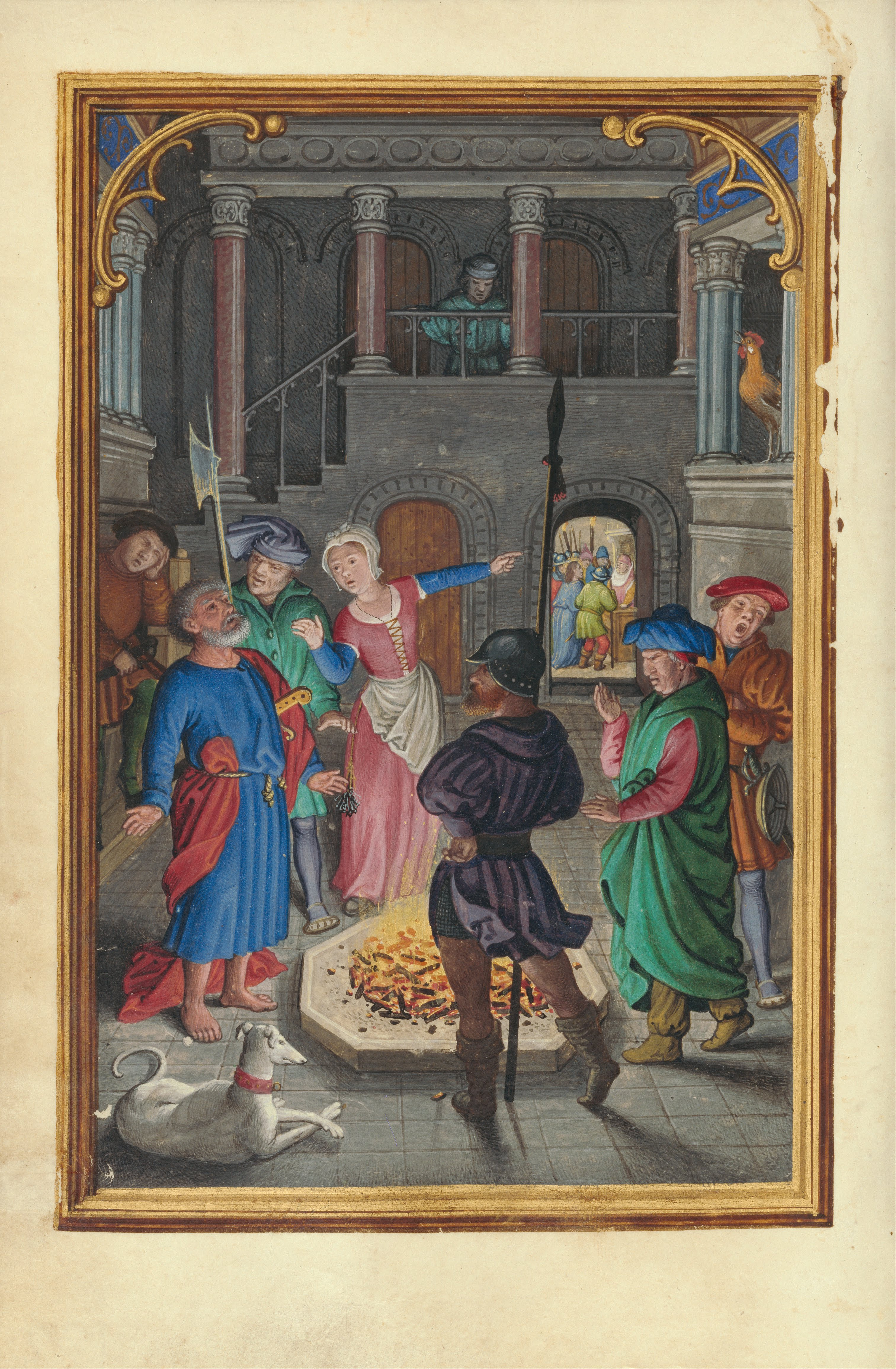
Simon Bening - Gebedenboek van Albrecht van Brandenburg, Petrus ontkent dat hij een leerling van Christus is, f328v.

## Verluchting
Dit handschrift wordt algemeen erkend als een van de meesterwerken van Simon Bening. Het werd gemaakt in een tijd dat de illustratie van het passieverhaal in Noord-Europa populair was en toont ons een ontroerende serie beelden over het leven en het lijden van Christus. De cyclus van 42 volbladminiaturen (41 bewaard) illustreert het passieverhaal op een bijna continue wijze terwijl in andere verluchte handschriften hiervoor een relatief klein aantal miniaturen werd gebruikt. De eerste elf miniaturen illustreren het leven van Christus vanaf de annunciatie (f13v) tot de blijde intrede in Jeruzalem (f77v). De volgende dertig miniaturen behandelen het passieverhaal vanaf het laatste avondmaal (f83v) tot de graflegging (f328v) dat wordt afgesloten met een miniatuur met de verering van de vijf wonden van Christus (f335v).
Alle volbladminiaturen die het passieverhaal brengen zijn op de versozijde geplaatst Op de tegenoverliggende rectozijde vinden we meestal (33 stuks) een tekstblok met een versierde initiaal en een gehistorieerde marge. In deze marges zijn taferelen uit het Oude Testament afgebeeld (op drie na). Sommige van die Bijbelscènes zijn typologisch gerelateerd aan de afbeelding op de volbladminiatuur.
Bening baseerde zich voor zijn werk op modellen van Vlaamse oorsprong waarover hij kon beschikken en op werken van Albrecht Dürer en Martin Schongauer, maar hij paste elke miniatuur aan, zowel wat het visuele als het psychologische betreft, om een samenhangend verhaal te creëren en de figuur van Christus uit te diepen. Zijn miniaturen tonen de vreugde, nederigheid, boosheid, verrassing, pijn en uitputting van Christus op een sublieme wijze en betrekken zo de toeschouwer bij het onderwerp. Simon Bening schilderde dit gebedenboek volledig eigenhandig, en bereikte met dit manuscript het hoogtepunt in zijn oeuvre. Het is het enige handschrift verlucht door Simon Bening waarin hij zijn monogram “SB” plaatste (in de marge van f336r). Het manuscript bevat ook een aantal zeer mooi geschilderde nachtelijke taferelen met prachtige clair-obscur effecten.

## Lijst met afbeeldingen
Hierbij vindt men een lijst van de afbeeldingen in het handschrift.
| Volbladminiaturen                                                       | Gehistorieerde marges                                                                |
| ----------------------------------------------------------------------- | ------------------------------------------------------------------------------------ |
| fol. 1v, Wapen van kardinaal Albrecht von Brandenburg                   |                                                                                      |
| fol. 7v, Scènes uit de schepping,                                       | fol. 8r, De schepping van vogels en vissen                                           |
| fol. 13v, De annunciatie                                                | fol. 14rr Sèene uit het leven van Gideon                                             |
|                                                                         | fol. 20r, Mozes en het brandende braambos                                            |
| fol. 28v, De besnijdenis                                                | fol. 29r, De besnijdenis van Isaak                                                   |
| fol. 31v, Het Christuskind tussen de passiewerktuigen                   | fol. 32r, Aanbidding van de Naam van Jezus                                           |
| fol. 36v, De aanbidding der Wijzen                                      | fol. 37r, Koningin van Seba voor koning Salomo                                       |
| fol. 43v, De presentatie in de tempel                                   | fol. 44r, Samuel die naar Eli wordt gebracht                                         |
| fol. 47v, De vlucht naar Egypte                                         | fol. 48r, Michal die David helpt te ontsnappen aan Saul\|-                           |
|                                                                         | fol. 51r, Atalja die opdracht geeft voor de moord op de kinderen van de koning David |
| fol. 53v, Jezus onder de wetsgeleerden                                  | fol. 54r, Samuel die Saul voorstelt als koning                                       |
| fol. 58v, De doop van Christus                                          | fol. 59r, De doortocht van de Rode Zee                                               |
| fol. 62v, De bekoring van Christus                                      | fol. 63r, Christus in de woestijn                                                    |
| fol. 69v, De opwekking van Lazarus (Bijbel)                             | fol. 70r, Opwekking door Elia van de zoon van de weduwe van Sarepta                  |
| fol. 77v, De blijde intocht van Jezus in Jeruzalem                      | fol. 78r, David die terugkeert met het hoofd van Goliath                             |
| fol. 83v, Het Laatste Avondmaal                                         | fol. 84r, De ontmoeting tussen Abraham en Melchisedek                                |
| fol. 87v, De voetwassing                                                | fol. 88r, Abraham die de voeten wast van de drie engelen                             |
| fol. 93v, Judas ontvangt de dertig zilverlingen                         | fol. 94r, Jozefwordt door zijn broers verkocht                                       |
| fol. 98v, De angst van Jezus in Getsemane                               | fol. 99r, David bid tot God om de pest te beëindigen                                 |
| fol. 102v, Christus verraden door Judas                                 | fol. 103r, Joab steekt Abner dood                                                    |
| fol. 107v, De arrestatie van Christus                                   | fol. 108r, De arrestatie van Achior                                                  |
| fol. 113v, De vlucht van de apostelen                                   |                                                                                      |
| fol. 119v, Christus voor Annas                                          | fol. 120r, Micha (zoon van Jimla)Micha voorspelt de dood van koning Achab            |
| fol. 123v, Petrus ontkent een leerling van Christus te zijn             |                                                                                      |
| fol. 128v, Christus voor Kajafas                                        | fol. 129r, Jeremia voor Jojakim                                                      |
| fol. 138v, Christus voor Pilatus                                        | fol. 139r, Een gevangen profeet voor een prins of koning                             |
| fol. 143v, Christus voor Herodes                                        |                                                                                      |
| fol. 147v, Christus wordt van Herodes naar Pilatus gebracht             |                                                                                      |
| fol. 154v, De geseling van Christus                                     | fol. 155r, Job bespot door zijn vrouw                                                |
| fol. 160v, Christus krijgt de doornenkroon opgezet                      | fol. 161r, Simi gooit stenen naar David                                              |
| fol. 164v, Ecce Homo                                                    | fol. 165r, Het visioen van Zacharia met de hogepriester en de duivel                 |
| fol. 173v, Pilatus die zijn handen wast                                 | fol. 174r, De Babyloniërs eisen de uitlevering van Daniel van Cyrus                  |
| fol. 178v, De kruisdraging                                              | fol. 179r, Abraham en Isaak                                                          |
| fol. 190v, De kruisiging, Jezus sterft op het kruis                     | fol. 191r, hHt offer van Isaak                                                       |
| fol. 202v, De man van smarten                                           |                                                                                      |
| fol. 235v, De verering van het opschrift van het Kruis (Titulus Crucis) |                                                                                      |
| fol. 242v, De kruisiging, Maria beweent haar dode zoon                  | fol. 243r, Mozes en de bronzen slang                                                 |
| fol. 251v, De zeven smarten van de Maagd                                |                                                                                      |
| fol. 302v, Christus zijde wordt doorstoken met een lans                 | fol. 303r, De schepping van Eva                                                      |
| fol. 311v, Jozef van Arimathea voor Pilatus                             |                                                                                      |
| fol. 317v, De bewening van Christus                                     | fol. 318r, Naomi, rouwend over het verlies van haar familie                          |
| fol. 328v, De graflegging                                               | fol. 329r, Jona wordt in zee gegooid                                                 |
| fol. 335v, De verering van de vijf wonden van Christus                  | fol. 336r, Versierde tekst pagina                                                    |

## Galerij

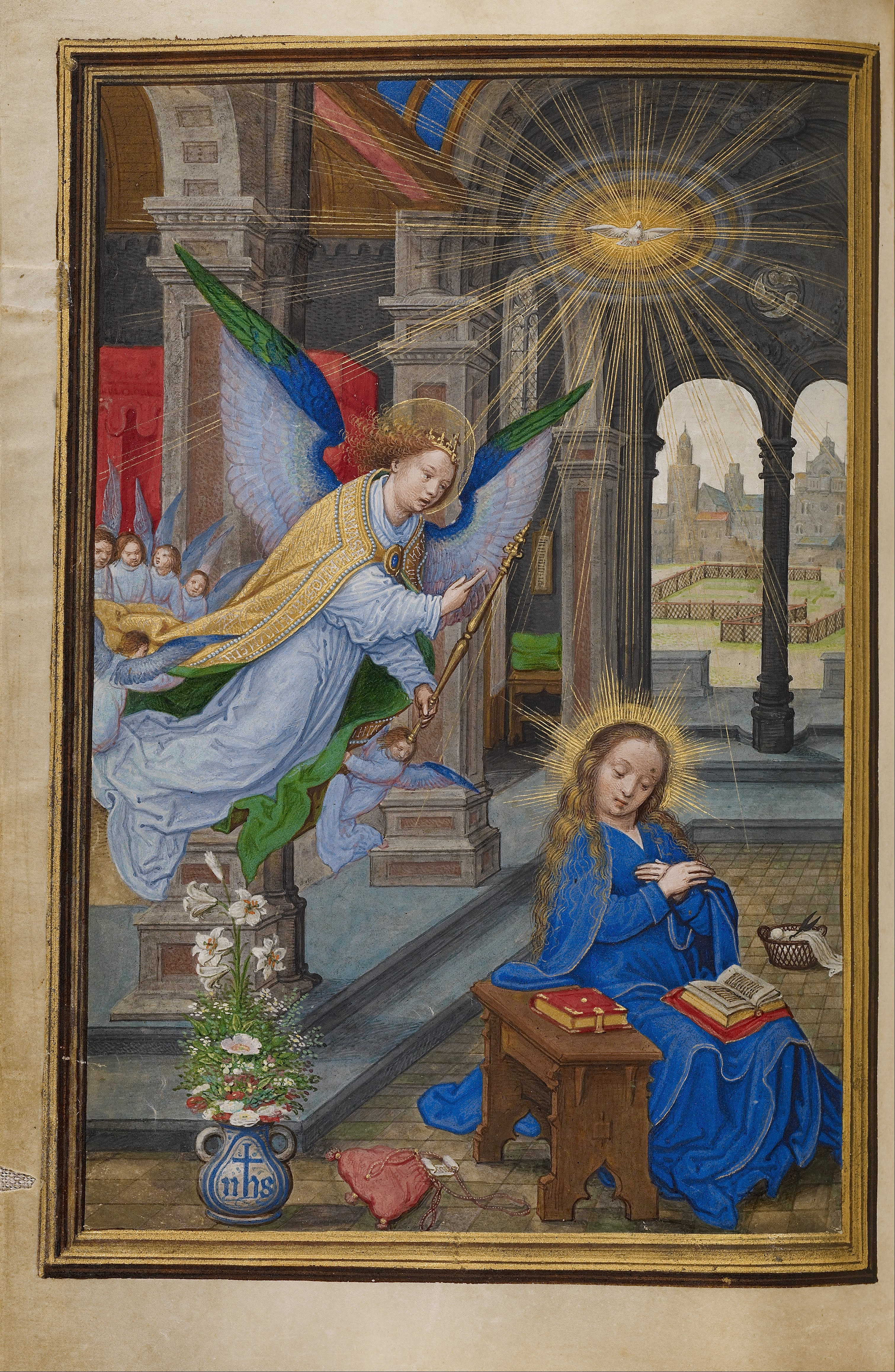
fol. 13v, De annunciatie
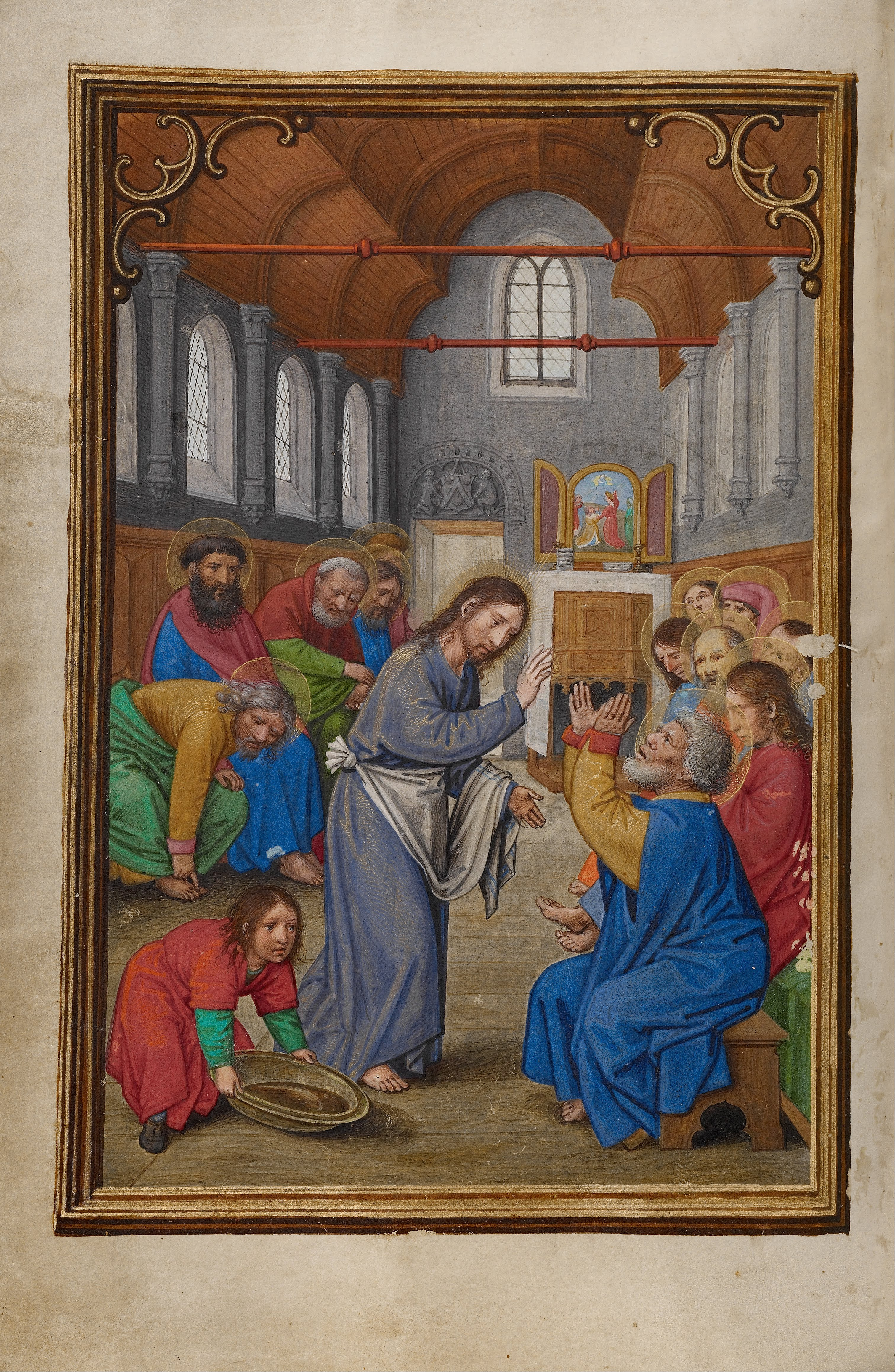
fol. 87v, De voetwassing
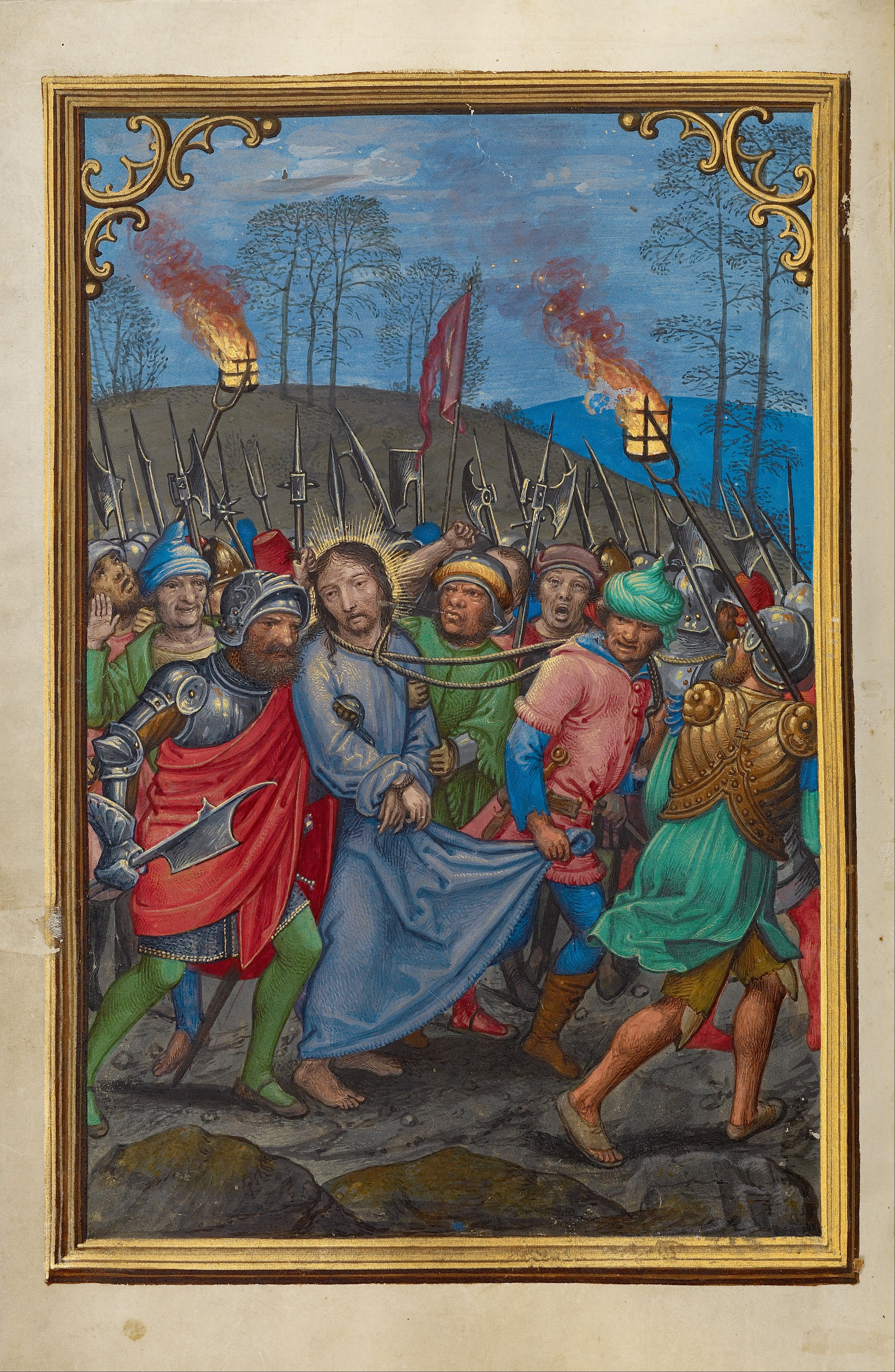
De gevangenname van Christus
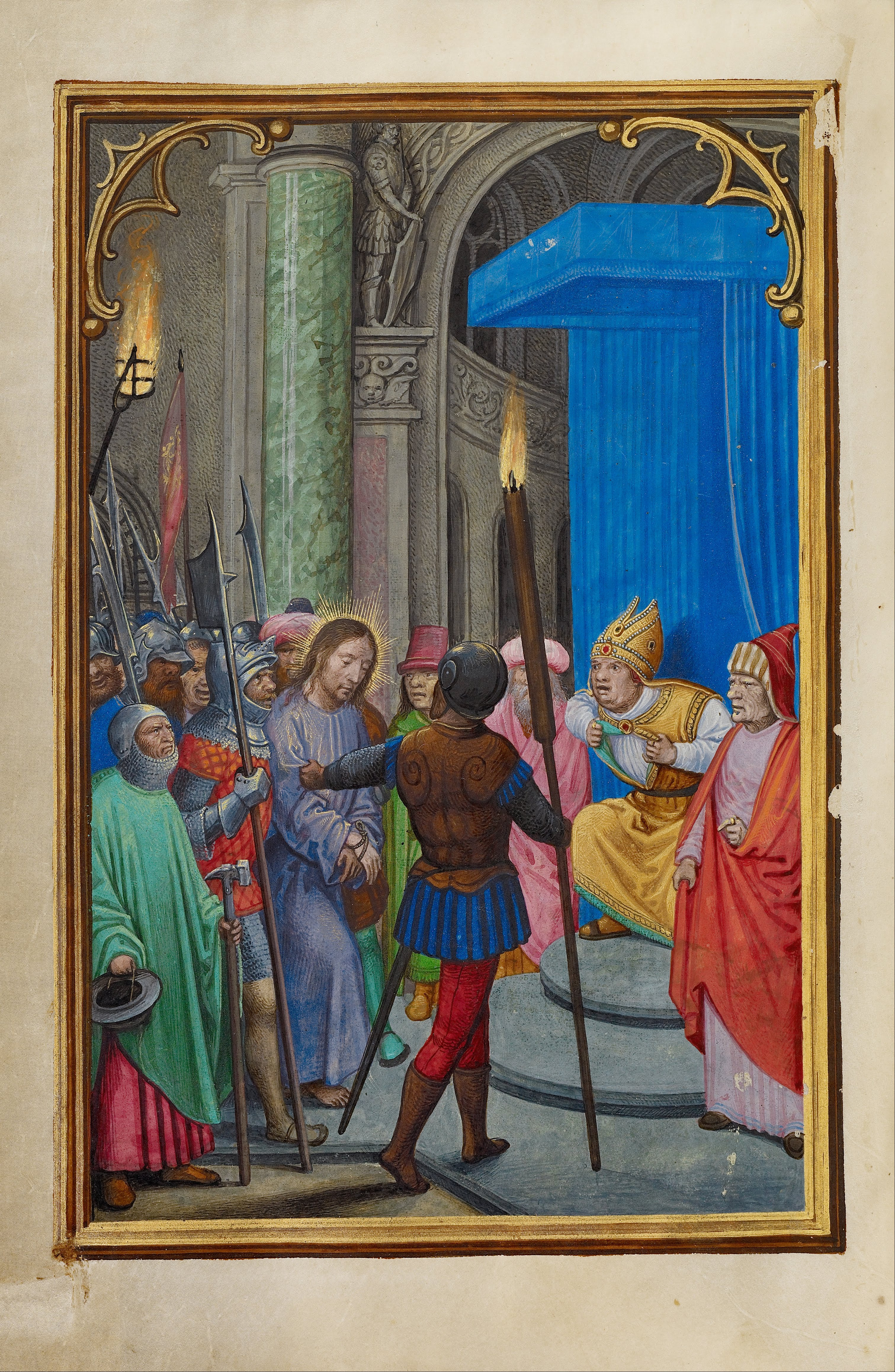
fol. 128v, Christus voor Kajafas
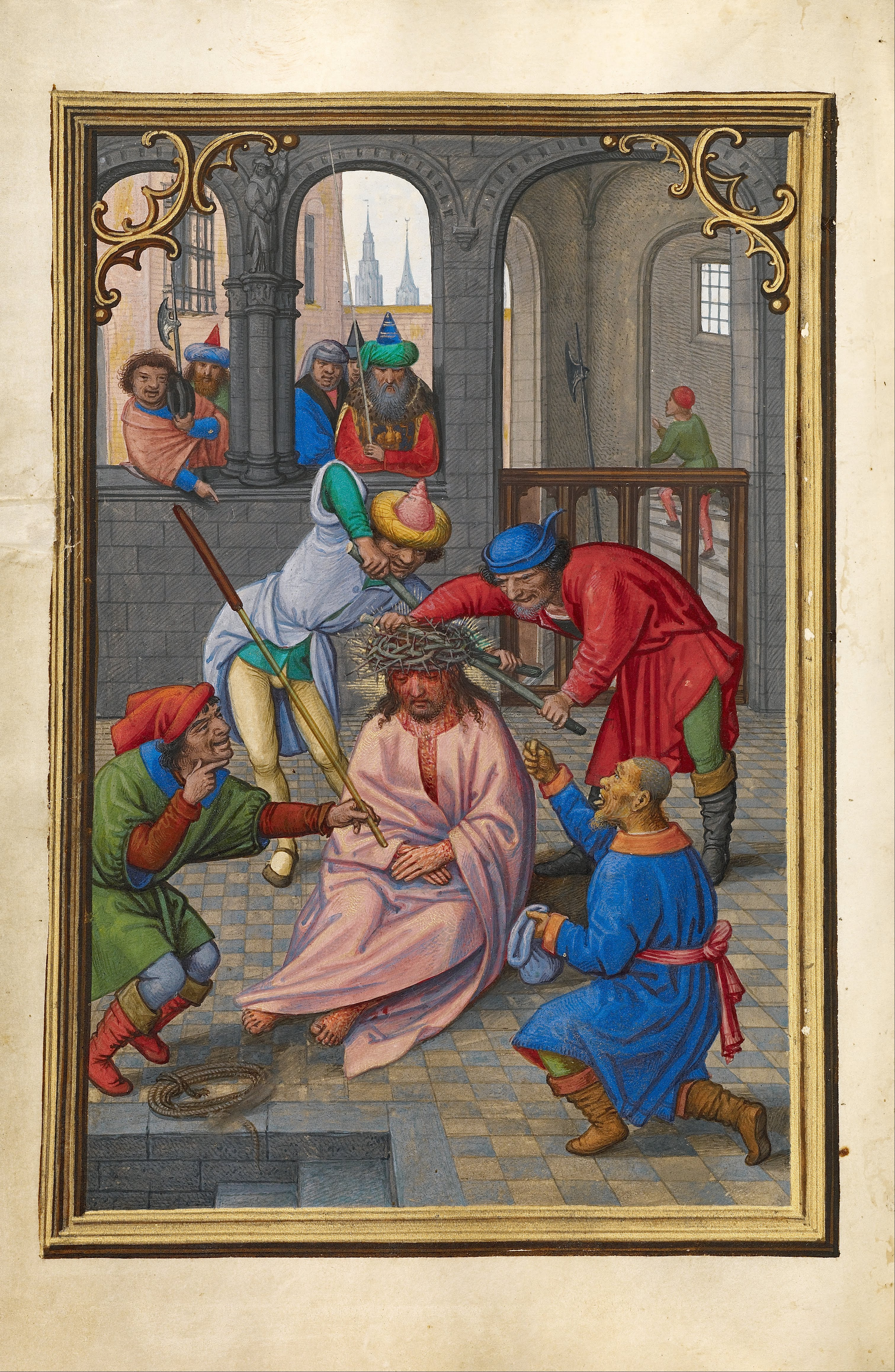
fol. 160v, Doornenkroon
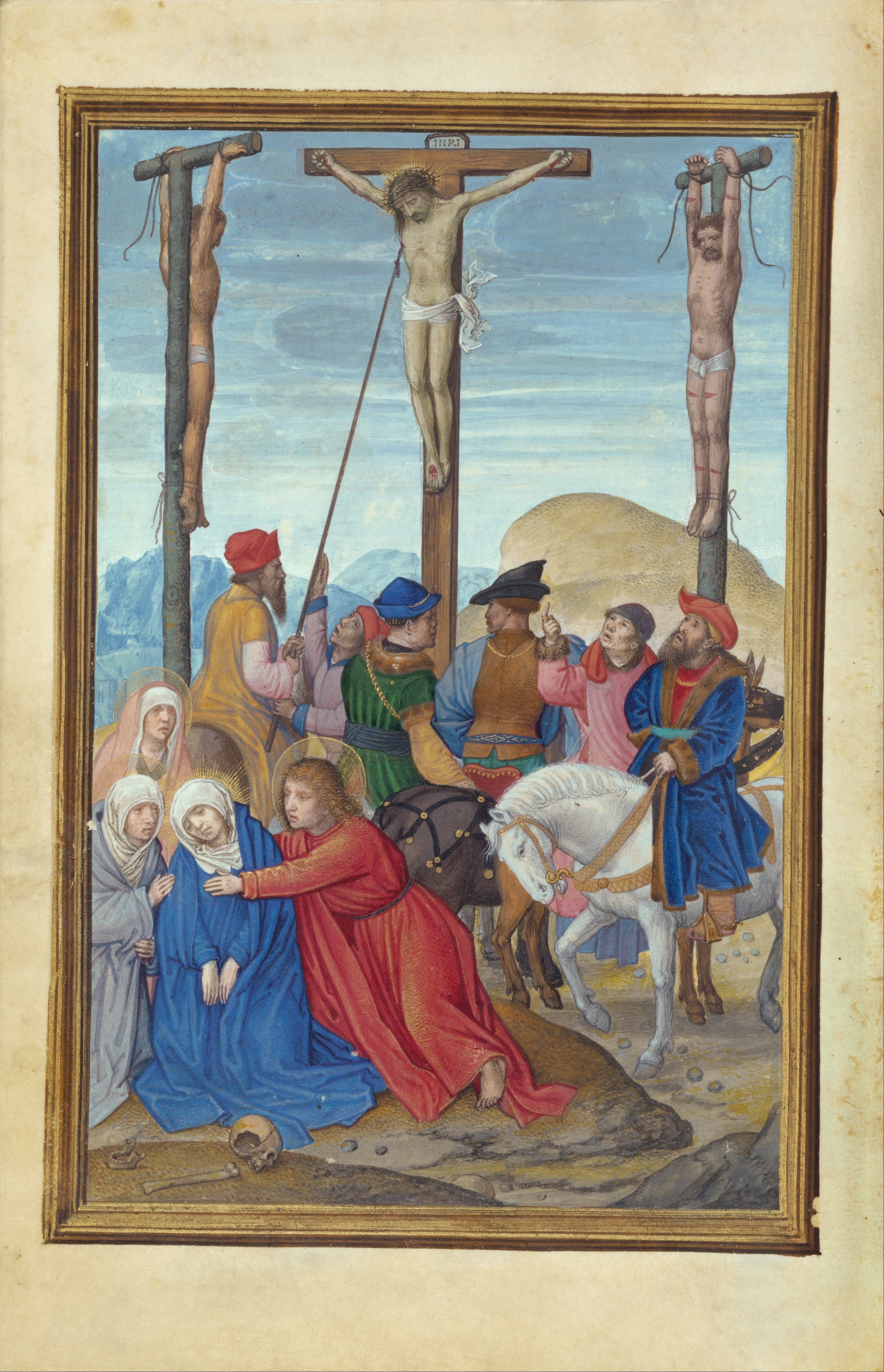
fol. 302v, Christus zijde wordt doorstoken